# تام بارت
توماس مارک بارت (Thomas Mark Barrett) (زادهٔ ۸ دسامبر ۱۹۵۳)، سیاستمدار اهل ایالات متحده است که از ۲۰۲۲ به اینسو به عنوان سفیر ایالات متحده در لوکزامبورگ خدمت می‌کند. پیش از آن، وی از ۲۰۰۴ تا ۲۰۲۱ میلادی به عنوان چهل و چهارمین شهردار میلواکی، ویسکانسین خدمت می‌کرد.
او که عضو حزب دموکرات است، قبلاً به عنوان عضو مجلس ایالتی ویسکانسین (۱۹۸۴ – ۱۹۸۹ میلادی)، مجلس سنای ویسکانسین (۱۹۸۹ – ۱۹۹۳ میلادی) و مجلس نمایندگان ایالات متحده (۱۹۹۳ – ۲۰۰۳ میلادی) انتخاب شده بود. شهر میلواکی در ۶ آوریل ۲۰۰۴ تام بارت را به عنوان چهلمین شهردار خود انتخاب کرد. او در انتخابات‌های فرمانداری ۲۰۰۸، ۲۰۱۲، ۲۰۱۶ و ۲۰۲۰ مجدداً به عنوان فرماندار انتخاب گردید. وی یکی از شهرداران آن زمان با طولانی‌ترین دوران خدمت در یکی از ۵۰ شهر بزرگ ایالات متحده بود.

## اوایل زندگی، تحصیلات و اوایل حرفه
بارت بزرگترین پسر جرترود ویرجینیا (دارای اصالت آلمانی و انگلیسی) و توماس جی. بارت (دارای اصالت ایرلندی) است. پدر وی یکی از کهنه‌سربازان جنگ جهانی دوم بود که بخاطر ۳۰ مأموریت بر فراز آلمان به عنوان رهیاب، نشان صلیب پرواز ممتاز را در ۱۹۴۴ میلادی دریافت نمود. مادر وی پس از اینکه شوهر قبلیش در جنگ کشته شده بود، با پدر وی در دانشگاه ویسکانسین-مدیسن آشنا شد. آنها باهم ازدواج نموده و به میلواکی نقل مکان نمودند، جاییکه بارت بدنیا آمد. وی در قسمت غربی شهر بزرگ شد.
بارت از دبیرستان مارکویت یونیورسیتی فارغ‌التحصیل گردید؛ پس از آن وی مدرک بی‌ای خود را در ۱۹۷۶ میلادی از دانشگاه ویسکانسین-مدیسن و مدرک جی‌دی خود را در ۱۹۸۰ میلادی از مدرسه حقوق دانشگاه ویسکانسین کسب کرد. وی با کار کردن در خط مونتاژ هارلی-دیویدسن توانست هزینه کالج و مدرسه حقوق را بپردازد. پس از اتمام مدرسه حقوق، بارت از ۱۹۸۰ تا ۱۹۸۲ میلادی به عنوان منشی حقوقی قاضی رابرت دابلیو. وارن در دادگاه ناحیه‌ای ایالات متحده برای ناحیه شرقی ویسکانسین خدمت کرد. بعدتر وی کار خصوصی در حوزه حقوق را آغاز نموده و به عنوان بازرسی بانکی برای شرکت بیمه سپرده فدرال خدمت کرد.

### مجلس ایالتی و سنا
بارت، زمانی که ۲۸ سال داشت، برای نخستین بار خود را در انتخابات مجلس ایالتی ویسکانسین در ۱۹۸۲ میلادی نامزد کرد، اما ناموفق بود. وی دوباره در ۱۹۸۴ میلادی وارد رقابت شده و این بار موفق گردید؛ وی پیش از اینکه در انتخابات ویژه دسامبر ۱۹۸۹ برنده شده و وارد مجلس سنای ویسکانسین شود، برای دو دوره در مجلس ایالتی ویسکانسین خدمت کرد. وی به خدمت در مجلس سنای ویسکانسین ادامه داد تا اینکه در ۱۹۹۳ میلادی به کرسی بالاتر راه یافت.

## مجلس نمایندگان ایالات متحده

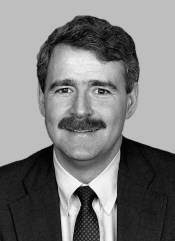
توماس بارت در ایام جوانی

در ۱۹۹۲ میلادی، پس از اینکه عضو کنگره ایالات متحده جیم مودی نیت خود مبنی بر شرکت در انتخابات مجلس سنای ایالات متحده را اعلام کرد، بارت برای جانشینی وی وارد انتخابات کنگره شده و برنده شد. بارت برای چهار دوره متوالی از حوزه انتخابیه پنجم ویسکانسین که در آن زمان شامل نیمه شمالی شهر میلواکی و برخی شهرداری‌های حومه شهر می‌شد، مجدداً انتخاب گردید. بارت در مدت زمانی که در کنگره حضور داشت در کمیته انرژی و تجارت، کمیته اصلاحات حکومت، کمیته خدمات مالی، کمیته امکانات مالی و کمیته اداری مجلس خدمت کرد.
به عنوان عضو کنگره ایالات متحده، بارت برای تأمین کمک‌های لازم برای پروژه‌های پیشگیری از سیلاب در ناحیه خود، با همکارانش تلاش کرد. وی همچنین روی مدرنیته سازی قانون سرمایه‌گذاری مجدد در اجتماع کار نموده و به‌طور مکرر صدای خود را برای حمایت از شرکت هواپیمایی میلواکی، میدوست اکسپرس، بلند کرد. بارت از ۵ ژانویه ۱۹۹۳ تا ۱۰ اکتبر ۲۰۰۲، ۳۷ لایحه را به کنگره معرفی نموده و از ۱۳۴۵ لایحه دیگر پشتیبانی نمود. وی در کنوانسیون ملی دموکرات‌ها در ۲۰۰۰ میلادی به نمایندگی از ویسکانسین شرکت کرد.

## شهردار میلواکی

### انتخابات
بارت در انتخابات شهرداری ۲۰۰۴ میلواکی شرکت نموده و با شکست دادن متصدی سرپرست-شهردار ماروین پرات که پس از استعفای جان نورکویست به شهرداری رسیده بود، به عنوان شهردار میلواکی انتخاب گردید. بارت مجدداً در انتخابات ۲۰۰۸ به عنوان شهردار انتخاب گردیده و ۷۹٪ رأی کسب کرد، بیشترین درصد رأی که یک نامزد شهرداری طی ۴۰ سال پسین دریافت نموده بود. در ۲۰۱۲ میلادی، وی با شکست دادن رقیب خود ادوارد مک‌دونالد و با کسب بیش از ۷۰٪ آراء مجدداً شهردار شد. در انتخابات ۲۰۱۶، وی بار دیگر رقیب محافظه‌کار و عضو شورای ناحیه هشتم، رابرت دونوان، را مغلوب نموده و با کسب ۷۰٪ آراء مجدداً انتخاب گردید. در انتخابات ۲۰۲۰، بارت بار دیگر با کسب بیش از ۶۲٪ آراء در مقابل لینا تیلور، برای دور پنجم به عنوان شهردار انتخاب شد.

### توسعه
در جریان دوره خدمت بارت به عنوان شهردار، این شهر شاهد ساخت و سازهای جدید به ارزش میلیاردها دلار در مرکز شهر بوده‌است. بارت از یارانه‌ها و مالیات بر سود مالی استفاده بهینه نموده و از آنها به نفع ساخت و ساز کار گرفت. بارت به‌طور گسترده‌ای بر ساخت و ساز در مرکز شهر متمرکز بود و شهر در جریان شهرداری وی شاهد بزرگترین جهش در ساخت و ساز پس از دهه ۱۹۶۰ میلادی بود. مرکز شهر یک جهش بزرگ در عمران را تجربه نمود که از آن جمله ساخت چندین آسمان خراش مانند نورت‌وسترن میوچول تاور و کامنز (Northwestern Mutual Tower and Commons) بود.
در ۲۰۱۸ میلادی، بارت برنامه‌ای برای ساخت ۱۰٬۰۰۰ واحد مسکونی ارزان-قیمت را در شهر اعلام کرد. این برنامه شامل افزایش استفاده از واحدهای مالیات بر سود مالی بود.
بارت با تشویق نمودن کسب‌وکار برای تغییر مکان دادن به نزدیکی مناطق کم-درآمد شهر، تلاش نمود تا مناطق کمتر توسعه یافته شهر را مجدداً احیا نماید.

### مسائل اقتصادی
بارت خطابه وضعیت شهر را در ۲۵ فوریه ۲۰۰۹ ایراد نمود. وی در این خطابه خود از دستاوردهای گذشته شهر تقدیر نموده و برنامه خود برای افزایش شغل‌های سبز، توسعه اقتصادی و آموزش نیروی کار در سال آینده را شریک ساخت. بارت از شهروندان میلواکی خواست تا در جریان رکود اقتصادی بین‌المللی خوشبینانه عمل کنند؛ بارت گفت، «من کاملاً مطمئن هستم که میلواکی در مقابل این رکود اقتصادی جاری دوام خواهد آورد». «ما سرمایه‌گذاری‌های هوشمندانه انجام خواهید داد، به ساختن شرکای قوی ادامه می‌دهیم، به نیروی کار خود آموزش فراهم نموده و کیفیت مدارس دولتی خود را بهبود می‌بخشیم. ما به عنوان یک شهر قوی تر و رقباتی‌تر ظهور خواهیم کرد». بارت زمانی که در ۱۸ مارس ۲۰۰۹ به واشینگتن دی.سی. سفر نمود، با معاون رئیس‌جمهور ایالات متحده جو بایدن دیدار نموده و در نزد کمیته فرعی منابع آبی و محیط زیست مجلس نمایندگان ایالات متحده شهادت داد. برید در کنفرانس اجرای قانون بازیابی و سرمایه‌گذاری مجدد کاخ سفید که توسط بایدن میزبانی شده بود، شرکت کرد. این کنفرانس به پرسش‌های مقام‌های ایالت‌ها، شهرستان‌ها و حکومت محلی پیرامون نحوه نظارت مؤثر از مصرف وجوه قانون بازیابی، پاسخ ارایه نمود.

### محیط زیست
شهردار بارت رؤیای خود برای یک میلواکی سبزتر را از طریق ایجاد تیم سبز میلواکی و تأسیس اداره پایداری میلواکی به اجراء درآورده است. اداره پایداری روش‌های پایدار زیست-محیطی را ترویج می‌نماید که هم نیازهای عاجل زیست‌محیطی، اقتصادی و اجتماعی را برآورده می‌سازد و هم رشد اقتصادی درازمدت میلواکی را بهبود می‌بخشد. وی همچنین یکی از قهرمانان منطقه‌ای در امر محافظت از گریت لیکس است و قبلاً به عنوان یکی از رؤسای سازمان نوآوری شهرهای گریت لیکس سنت لارنس خدمت نموده بود، یک سازمان دو-ملتی متشکل از شهرداران و سایر مقامات محلی که به‌طور فعالانه برای حراست و بهبود گریت لیکس و رود سنت لارنس کار می‌کردند.